# Дворянин Парасковія Ярославівна
Дворянин Парасковія Ярославівна (нар. 26 травня 1971р. м.Львів)— українська журналістка, ведуча телевізійних програм, викладач, кандидат наук із соціальних комунікацій, експерт Національного агентства із забезпечення якості вищої освіти , політик, депутат Львівської обласної ради VII скликання та VIII скликання, перший заступник голови Львівської обласної ради (15 листопада 2015 року- 5 квітня 2017р.), завідувач кафедри радіомовлення і телебачення факультету журналістикиЛНУ ім. Івана Франка, Заслужена журналістка України.

## Освіта
1988 році закінчила середню школу №32 у Львові із золотою медаллю.
1988—1993рр.— навчалась на факультеті журналістики ЛНУ ім. І. Франка (спеціалізація— міжнародна журналістика), диплом з відзнакою від 30 червня 1993 року.

## Наукова діяльність
- 2010р— 2017р.— асистент кафедри радіомовлення і телебачення факультету журналістики ЛНУ ім. Івана Франка
- з 2017р.— на посаді доцента кафедри журналістики та засобів масової комунікації Інституту права та психології Національного університету «Львівська політехніка»
- з 2017р.— на посаді доцента кафедри радіомовлення і телебачення факультету журналістики[2] ЛНУ ім. Івана Франка
- 2016р.— захистила дисертацію за спеціальністю «Теорія та історія журналістики» на тему «Новини на регіональному телебаченні: україноцентрична парадигма» (факультет журналістики ЛНУ ім. І.Франка)— здобула науковий ступінь кандидата наук з соціальних комунікацій.
- 2019— експерт у проєкті «Співробітництво задля інновацій та обміну досвідом. Розвиток потенціалу у вищій освіті. Журналістська освіта задля демократії в Україні: розробка стандартів, доброчесність та професіоналізм» (проект «Еразмус + КА2»)
- 2019р.— освітня українсько-польська фундація «Інститут Міжнародної Академічної і Наукової Співпраці» (IIASC)— наукове стажування «Академічна доброчесність» (Польща, Варшава)
- 2023р.—завідувач кафедри радіомовлення і телебачення факультету журналістики[2]ЛНУ ім. Івана Франка

## Журналістська діяльність
- 1997р— 2004р.— редактор, журналіст інформаційної служби «Радіо Люкс»
- 2000—2004рр.— стажування в редакціях: Wiadomosci / Polskie Radio Rzeszow (Польща), телевізійний канал TVN 24 (Вроцлав, Польща) в межах проектів Kolegium Europy Wschodniej im. Jana Nowaka-Jeziorańskiego.
- 2004—2008рр.— участь у тренінгових програмах ГО «Інтерньюз-Україна [Архівовано 8 вересня 2019 у Wayback Machine.]»
- 2004р— 2010р.— шеф-редактор ТРК «Люкс», автор і ведуча тижневої програми «Підсумки».
- 2016—1018рр. –участь у тренінгових програмах National Democratic Institute в Україні.
- з 2017р.— директор з інформаційних проєктів ПрАТ "ТРК «Люкс»
- 2011—2015рр.— медіаексперт ГО «Телекритика»
- 2016рік— медіаексперт ГО «Детектор медіа»

## Нагороди, відзнаки
2007р.- Національна премія «Телетріумф» у номінації «Місцеві новини»— «Підсумки», ТРК «Люкс», Львів
2008р.–Національна премія «Телетріумф» у номінації «Місцеві новини»— Фільм про онкохворих дітей, ТРК «Люкс», Львів; «Наш репортер», ТРК «Люкс», Львів
2016р.— диплом Академії Наук Вищої Освіти України та друга премія журі АН ВО України у номінації «Навчальний посібник» за працю у співавторстві «Новини на регіональному телебаченні»
2023р. — Заслужений журналіст України. Указ Президента України №590/2023 від 27.09.2023р .

## Науковий доробок
1. Дворянин Парасковія. Новини на регіональному телебаченні: навч. Посібник/ Парасковія Дворянин, Василь Лизанчук.— Львів: ЛНУ імені Івана Франка, 2016.– 262 с.
2. Дворянин П.Я.Верстка випуску телевізійних новин: побудова з урахуванням потреб глядача / П.Я.Дворянин // Держава та регіони. Сер. Соціальні комунікації.— 2010.— №2.— С. 131—135.
3. Дворянин П.Я.Джерела інформації: недоліки та переваги (закор- донний та вітчизняний досвід) / П.Я.Дворянин // Наукові записки Кам'янець-Поділ. нац. ун-ту ім. І. Огієнка: Сер. Філол. науки.— 2011.— Вип. 25.— С. 97–103.
4. Дворянин П.Я.Нейтралізація агресії у телевізійних випусках ре- гіональних новин / П.Я.Дворянин // Вісн. Львів. ун-ту. Сер. Журналістика.— 2014.— Вип. 39.— С. 475—481.[5]
5. Дворянин П.Я.Комунікативні методи дослідження регіональних новин як соціокультурного продукту / П.Я.Дворянин // Вісн. Львів. ун-ту. Сер. Журналістика.— 2015.— Вип. 40.— С. 313—327.
6. Дворянин П.Я.Тематично-змістове наповнення новин регіональ- них телеканалів / П.Я.Дворянин // Теле- та радіожурналістика.— 2016.— Вип. 15.— С. 149—161.
7. Paraskoviya Dvoryanyn INFORMATION HYGIENE ON UKRAINIAN TELEVISION/ Dvoryanyn P.// TV AND RADIO JOURNALISM.— 2017.— Issue 16.- P. 166—170/
8. Дворянин П.Я Ціннісні орієнтири регіональних телевізійних новин/ П.Я.Дворянин // Вісник Національного університету «Львівська політехніка». Серія: «Журналістські науки».— 2017.— Вип. 883.— С. 45-50.[6]
9. Дворянин П.Я.Журналістика на межі: особливості телевізійних новин на території Донецької та Луганської областей/ П.Я.Дворянин // Вісник Національного університету «Львівська політехніка». Серія: «Журналістські науки».— 2018.— Вип. 896.— С. 26-32.[7]
10. Дворянин П.Я.Структура новинних повідомлень як інструмент комунікації/ П.Я.Дворянин // Вісник Національного університету «Львівська політехніка». Серія: «Журналістські науки».— 2019.— Вип. 3— С. 129—135.[8]
11. Дворянин П.Я Особливості конвергенції засобів масової інформації України/ П.Я.Дворянин // Теле- та радіожурналістика. -2020.— Вип. 19.— С. 158—173.[9]
12. Dvorianyn P. Historiography of the main aspects of news investigation on the regional TV / P. Dvorianyn // Humanities and Social Science, III (11), Issue: 67.— Budapest, 2015.— P. 65–67.
13. Dvorianyn P. Regional television news in Ukraine information space / P. Dvorianyn // Spheres of Culture.— Vol.13.— Lublin, 2016.— P. 601—609.
14. Дворянин П.Я.Новини як інструмент інформаційної війни: регіональний аспект / П.Я.Дворянин // Журналістика. Філологія. Медіаосві- та: зб. наук.праць.— Полтава: ПНПУ ім. В.Г.Короленка, 2014.— С. 39–44.
15. Дворянин П.Я.Новини регіонального телебачення: пошуки креативних рішень, дотримання журналістських стандартів та морально-духовних цінностей / П.Я.Дворянин // Медіапростір: зб. наук. ст. із соц. комунікацій / [ред. кол.: Н. Поплавська та ін.].— Тернопіль: ТНПУ ім. В. Гнатюка, 2014.— С. 49–53.
16. Дворянин П.Я.Українськоцентрична парадигма новинного медіа- виробництва на регіональному телебаченні / П.Я.Дворянин // Медіапростір: зб. наук. ст. із соц. комунікацій / [ред. кол.: Н. Поплавська та ін.].— Тернопіль: ТНПУ імені В. Гнатюка, 2015.— Вип. 8.— С. 42–49.
17. Телевізійна та радіокомунікація: історія, теорія, новітні практики: підручник / В.В.Лизанчук, І.В.Крупський, О.М.Білоус, П.Я.Дворянин та ін.; за ред. д-ра філол. наук, проф. В.В.Лизанчука. Львів: ЛНУ імені Івана Франка, 2021. 420 с.
18. Paraskoviya Dvorianyn, Zoriana Haladzhun, Nataliia Kunanets, Olena Makarchuk, Nataliia Veretennikova. Compound Words as a Means of Expressing Content Tonality in the Ukrainian Text Media.[10]
19. Дворянин П. Сенситивне інтерв'ю: переживання колективної травми війни / П. Дворянин // Вісник Львівського університету. Серія : Журналістика. - 2023. - Вип. 52-53. - С. 99-108.
20. Дворянин П. Як за допомогою гри заохотити студентів-журналістів розвивати особистий бренд у соцмережах / Дворянин П. – 2023. – https://www.jta.com.ua/knowledge-base/yak-za-dopomohoiu-hry-zaokhotyty-studentiv-zhurnalistiv-rozvyvaty-osobystyy-brend-u-sotsmerezhakh/.
21. Дворянин П. Подкаст як навчальний інструмент: саме час опанувати / Дворянин П – 2023. – https://www.jta.com.ua/knowledge-base/podkast-iak-navchalnyy-instrument-same-chas-opanuvaty/.